# تگامی باچی
تگامی باچی (テガミバチ, «زنبور نامه‌بر») یک مجموعه مانگای ژاپنی است که توسط هیرویوکی آسادا نوشته و طراحی شده است. این سری مانگا برای اولین بار از سپتامبر ۲۰۰۶ تا ژوئن ۲۰۰۷ در ماهنامهٔ شونن جامپ انتشارات شوئیشا به صورت سریالی چاپ می‌شد؛ اما پس از توقف انتشار این مجله، به جامپ اسکوئر منتقل شد و از نوامبر ۲۰۰۷ تا نوامبر ۲۰۱۵ در آنجا منتشر شد. فصل‌های آن در بیست جلد تانکوبون جمع‌آوری شده است.
بر پایه نسخه مانگا، یک مجموعه تلویزیونی انیمه توسط استودیوی پیرو+ دستمایه اقتباس قرار گرفت که از اکتبر ۲۰۰۹ تا مارس ۲۰۱۱ در قالب دو فصل پخش شد.